# Роббі Крігер
Ро́берт А́лан Крі́гер (англ. Robert Alan Krieger; 8 січня 1946, Лос-Анджелес) — американський музикант-гітарист, автор пісень, колишній учасник рок-гурту The Doors.

## Біографія
Роберт Алан Крігер народився 8 січня 1946 року в Лос-Анджелесі. Навчався у Каліфорнійському університеті (UCLA) на факультеті психології. Музикою займався з дитинства — з десяти років вчився грати на трубі, однак не досяг значних успіхів. Пізніше почав засвоювати піаніно. У 17 років почав грати на гітарі та через деякий час опанував різні жанри — від фольклору до фламенко, блюзу та рок-н-роллу. Під час навчання в університеті грав у групі The Psychedelic Rangers, у ній окрім нього грав ще один майбутній учасник The Doors — Джон Денсмор. У створеній в 1965 році рок-групі The Doors Роббі Крігер був другим (після Джима Моррісона) автором пісень. Після смерті Джима Моррісона та остаточного розпаду рок-групи Крігер разом з Джоном Денсмором організував групу The Butts Band, однойменний дебютний альбом якої вийшов у 1974 році. Після змін у складі групи був записаний ще один альбом — Here And Now, однак він не зміг врятувати групу від розпаду. У 1977 році Роббі Крігер очолив джаз-роковий ансамбль та випустив альбом Robby Krieger & Friends. На сьогоднішній день Крігер записує альбоми здебільшого із запрошеними музикантами.
29 червня 2012 року відбувся концерт Крігера та Манзарека у Києві.

## Цікаві факти
- Зріст музиканта становить 175 см.
- У 1993 був включений до Залу слави рок-н-ролу як екс-член гурту The Doors.
- Музикант святкує День народження в один день з такими членами Залу слави рок-н-ролу, як Елвіс Преслі та Девід Боуї, а також видатним промоутером Біллом Грехемом.
- Роль Роббі Крігера у фільмі Олівера Стоуна The Doors (1991) зіграв актор Френк Вейлі.
- Є автором пісні Light My Fire (Запали мій вогонь), що стала однією з найвидатніших пісень гурту The Doors.
- За походженням музикант — німецький єврей.
- Разом з групою The Doors нагороджений зіркою на Алеї слави в Голівуді.

## Альбоми
- The Butts Band (1974)
- Robby Krieger & Friends (1977)
- Versions (1983)
- Robby Krieger (1985)
- No Habla (1989)
- Door Jams (1989)
- Cinematix (2000)
- Singularity (2010)